# Подгон
Подгонът е термин от лесовъдството, с който се означава една от съставните части на гората, обединяваща дървесни екземпляри, които по определени причини са изостанали в растежа в сравнение с другите дървета от горския дървостой. Подгонът се състои от второстепенни дървесни видове, които са по-бавнорастящи и по-сенкоиздържливи и формира втория етаж на гората.
Присъствието на подгон е от полза за главния дървесен вид (т.е. вида, който при съответните екологични и икономически условия е най-подходящ за отглеждане), тъй като:
- подобрява растежа му на височина,
- подпомага формирането на дървета с добри форми на стъблото,
- съдейства за естествения процес по самоокрастряне.

Другите присъщи съставни растителни части на гората са: дървостой, подлес, подраст, жива почвена покривка и извънетажна растителност.